# Experimentelle autoimmune Enzephalomyelitis
Die Experimentelle autoimmune Enzephalomyelitis (EAE), früher auch als Experimentelle allergische Enzephalomyelitis bezeichnet, ist eine mit der menschlichen Multiplen Sklerose (MS) vergleichbare entzündliche Erkrankung des zentralen Nervensystems (ZNS) bei Labortieren, welche durch die Injektion verschiedener Proteine ausgelöst wird.
Die EAE wird in der experimentellen biomedizinischen Forschung als Tiermodell für die MS genutzt, insbesondere bei der Untersuchung der Pathogenese und bei der Erprobung neuer Therapieansätze. Die zur Auslösung einer EAE verwendeten Proteine wie basisches Myelinprotein (MBP), Proteolipid-Protein (PLP) oder Myelin-Oligodendrozyten-Glykoprotein (MOG) sind Bestandteil des im ZNS vorhandenen Myelins. Durch die Injektion kommt es zu einem Autoimmunprozess, der sowohl hinsichtlich einer Reihe von wichtigen Symptomen als auch bezüglich der pathologischen Grundlagen der Multiplen Sklerose ähnelt. Wie bei der MS kommt es auch bei der EAE zu einer Entzündung, zu einer als Demyelinisation bezeichneten Zerstörung der Myelinscheide um die Axone der Nervenzellen und zu einem Verlust an Nervenzellen und Nervenfasern.
Im Unterschied zur MS ist die Demyelinisierung bei der EAE weniger stark ausgeprägt. Zudem finden sich entzündliche Herde bei der EAE häufiger als bei der MS im Rückenmark. Das Auftreten der EAE erfolgt im Gegensatz zur MS, die meist durch einen chronischen und schub- bzw. phasenweisen Verlauf mit wiederholter Rückbildung der Symptome gekennzeichnet ist, akut und monophasisch mit permanenten neurologischen Ausfallserscheinungen. Die EAE ähnelt in dieser Hinsicht eher der selten auftretenden Akuten disseminierten Enzephalomyelitis (ADEM) beziehungsweise einem spezifischen Stadium der MS. Die am häufigsten für die Forschung zur EAE verwendeten Labortiere sind Mäuse, die Erkrankung kann jedoch auch in Ratten, Meerschweinchen, Kaninchen und Primaten induziert werden.
Das Modell der EAE geht zurück auf Arbeiten des amerikanischen Virologen Thomas Milton Rivers Mitte der 1930er Jahre zur Frage, warum zur damaligen Zeit eine Impfung gegen Tollwut in seltenen Fällen zu Lähmungen führte. Seine Untersuchungen zur Injektion von Hirnextrakten aus Kaninchen in Rhesusaffen, die als Ursprung des EAE-Modells gelten, wurden Mitte der 1940er Jahre vom amerikanischen Immunologen Elvin A. Kabat durch den Einsatz von Freund-Adjuvans weitergeführt. Da die Induktion einer EAE ohne Adjuvans je nach Tierart sehr aufwändig beziehungsweise nicht möglich wäre, ist der Einsatz von Adjuvans seitdem Standard in den gegenwärtig verwendeten EAE-Modellen. In einzelnen Tierarten beziehungsweise Versuchstierstämmen kann eine EAE jedoch auch ohne Adjuvans effizient und reproduzierbar erzeugt werden.